# Rommel Fernández
Rommel Fernández Gutiérrez (ur. 15 stycznia 1966, zm. 6 maja 1993) – panamski piłkarz. Grał na pozycji napastnika.
Fernández był drugim panamskim piłkarzem w historii, który zagrał w Europie. Prawie całą karierę spędził w Hiszpanii, zaliczając 104 występy w La Liga. W 1993 roku zginął w wypadku samochodowym, w wieku 27 lat.
Jego imieniem nazwano narodowy stadion Estadio Rommel Fernández w Panamie.

## Kariera klubowa
Fernández urodził się w dzielnicy El Chorrillo miasta Panama. W 1987 roku jako 21-latek podpisał kontrakt z hiszpańskim klubem CD Tenerife. W drugim sezonie na Starym Kontynencie pomógł drużynie w historycznym awansie do La Liga, zdobywając 18 bramek. W sezonie 1989/90 został wybrany najlepszym zawodnikiem z Południowej Ameryki w lidze hiszpańskiej, a rok później otrzymał Trofeo EFE dla najlepszego zawodnika pochodzącego z krajów iberoamerykańskich.
W 1991 roku został zawodnikiem Valencii, ale w nowym zespole był wykorzystywany jedynie jako rezerwowy. Następnie został wypożyczony do Albacete Balompié.

## Kariera reprezentacyjna
Fernández był wielokrotnym reprezentantem Panamy. Ostatni mecz w reprezentacji rozegrał 23 sierpnia 1992 roku przeciwko reprezentacji Kostaryki w kwalifikacjach do Mistrzostw Świata 1994.